# هيروكي ميهارا
هيروكي ميهارا (باليابانية: 三原 廣樹) (20 أبريل 1978 في ساغا في اليابان – )؛ هو لاعب كرة قدم ياباني سابق كان يلعب كلاعب وسط.

## وصلات خارجية
- هيروكي ميهارا على موقع رابطة كرة القدم اليابانية للمحترفين (اليابانية)
- هيروكي ميهارا على موقع عالم كرة القدم.نت (الإنجليزية)